# Adolf Galliker
Adolf Galliker (* 11. Juni 1892 in Paris; † 1. August 1959 in Zürich) war ein Schweizer Kaufmann, Journalist und Schriftsteller.

## Leben
Galliker war mit dem schweizerischen Theologen Anton Galliker verwandt.
Ab 1930 war Galliker zum Zentralsekretär des SKV (Schweizerischer kaufmännischer Verein), von 1933 an war er Herausgeber des Schweizerischen kaufmännischen Zentralblattes. 
Während des Zweiten Weltkrieges (1939–45) war als Lektor in der militärischen Pressekontrolle im Dienst der Armee.
1947 förderte er den damals noch unbekannten Autor Walter Alvares Keller.

## Werke (Auswahl)
- Was erwartet die Jugend, was bietet sie? Aschmann & Scheller, Zürich 1941
- Zeiten und Köpfe damals im Schweizerischen Kaufmännischen Verein. Verlag des SKV, Zürich 1944
- Hat unsere Kaufmannsjugend Ideale? Schweizerischer kaufmännischer Verein, Zürich 1945
- So geschehen, so gesehen. Verlag des SKV, Zürich 1949
- Paris ist nicht Frankreich. Reise-Impressionen. Mondial-Verlag, Winterthur 1951 (illustriert von Hans Rippmann)
- Schweizerbürger. Aktiv oder passiv? Edition Pro Juventute, Zürich 1951 (Schweizer Freizeit-Wegbegleitungen; 23)
- Bildungslücke. 2. Aufl. Verlag des SKV, Zürich 1953
- Im Herzen Frankreichs. Ein beschauliche Tour de France. Goldmann, München 1962